# أوسكار ريكو
أوسكار ريكو (بالإسبانية: Óscar Rico)‏ (5 ديسمبر 1985 بإلش في إسبانيا - ) هو لاعب كرة قدم إسباني في مركز جناح ‏. لعب مع ديبورتيفو ألافيس وريال خاين وكولتورال ديبورتيفا ليونيسا ولوغرونيس ونادي أوريويلا ونادي تينيريفي ونادي ريوس ديبورتيو ونادي كارتاخينا ونادي ياغوستيرا وLorca Deportiva CF ‏ وAtlético Levante UD ‏ وUD Almansa ‏.

## وصلات خارجية
- أوسكار ريكو على موقع قاعدة بيانات كرة القدم.إي يو (الإنجليزية)
- أوسكار ريكو على موقع Soccerway.com (الإنجليزية)
- أوسكار ريكو على موقع AS.com (الإسبانية)